# Дефибрилација срца
Дефибрилација срца је примена контролисаног електричног ДЦ-шока (енгл. direct current - у преводу, директни, једносмерни струјни), у сврху успостављања нормалног ритма срца. Изводи се применом специјалних медицинских уређаја -дефибрилатора, чије се електроде постављају на грудни кош или ако је он отворен непосредно на срце. Дефибрилација срца је успешна код око 75% случајева.
Дефибрилација срца је метода избора за лечење болесника чији живот угрожавају поремећаји срчаног рима:, фибрилације срчаних комора и тахикардија. Применом дефибрилатора постиже се деполаризација срчаног мишића, прекида аритмија и успоставља нормални синусни ритам природног пејсмејкера организма, смештеног у синоатриалном чвору срца.
Дефибрилација срца може бити спољашња и трансвенозна или уграђена, у зависности од врсте уређаја који се користи за те намене.

## Историја

### Дефибрилација на отвореним грудима
Дефибрилација је први пут примењен 1899. од стране Превоста и Бателиа, физиолога са Универзитета у Женеви, Швајцарска. Они су открили да мали електрични шокови подстичу коморске фибрилације код паса, као и да шокови веће снаге изазивају супротни ефекат.
Прва употреба дефибрилације код људу била је 1947. од стране Клода Бека, професора хирургије на енгл. Case Western Reserve University у САД. Бекова теорија је да се коморска фибрилације често догађају у срцима која су у основи здрава, и често је говорио...срца су превише добра да би умрла, и да мора да постоји начин да се она сачувају... Бек је први пут успешно употребио ову технику код 14 година старог дечака, у току операције урођеног дефекта на грудима. Дечакове груди су хируршким путем отворене, и ручном масажом срца је 45 минута одржаван у животу до примене дефибрилатора. Уз примену електрода постављених на обе стране срца, и терапију прокаинамидом, остварен је успешно успостављање нормалног синусног ритма. 
Први дефибрилатори користили су наизменичну струју, из струјне утичнице, која је у њима трансформисала 110-240 волти у струју јачине 300 и 1.000 волти, са којом је преко електрода третиран срчани мишић. Техника је често била неефикасан код фибрилацији срчаних комора а многе студије (након смрти болесника) показале су и морфолошка оштећења ћелија срчаног мишића. Осим тога сами апарати су били великог габарита, због уграђених трансформатора у њима, па су били веома неподесни за превожење и примену ван болничких установа.

### Дефибрилација на затвореним грудима
До ране 1950. дефибрилација срца је била могуће само на отвореном грудном кошу, током оперативних захвата. Након ове године у медицинску праксу захваљујући пионирима у овој области В. Ескину и његовим помоћницима А. Климову и Фрунзеу, из СССР средином 1950. У медицинску праксу се уводе и први дефибрилатори са електродама од конкавних лимова пречника око 40 mm које су постављане на затворени грудни кош и уз помоћ наизменичне струје од 300-1000 волти спроводиле дефибрилацију срчаног мишића.

### Преносни дефибрилатори
Значајан корак учињен је увођењем у медицинску праксу преносних дефибрилатора који су могли да се користе изван болница, 1960, од стране проф. Френк Пантриџа из Белфаста. Данас су преносни дефибрилатора постали саставни део опреме екипа хитне помоћи и проверени начин оживљавања особе која је имале срчани застој, посебно оних са упорним фибрилацијама срчаних комора или коморским тахикардијама пре доласку у болницу.
Апарати су постепено побољшавани у дизајну све до стварања аутоматизованих спољних дефибрилатора, који сада могу да сами анализирају ритам срца, и дијагностикују патолошке ритмове код којих је потребно лечење. То значи да они више не захтевају добро познавање клиничких вештина потребних за њихово коришћење, те су се показали изузетно корисним у свим ванредним ситуацијама. 

### Примена бифазних дефибрилатора
До касних 1980-их, спољни дефибрилатори су били типа Лоун (Бернара Лоуна) са унифазним карактеристикама. Након ових година примењују се бифазни дефибрилатори са трајањем једног циклуса од око 10 милисекунди. Бифазном дефибрилацијом значајно се смањује ниво енергије потребне за успешну дефибрилацију, што умањује и ризик од опекотина и оштећења миокарда.
Коморске фибрилације могу бити враћене у нормални синусни ритам код око 60% срчаних удара код болесника који се третираниједаним ДЦ-шоком, применом монофазних дефибрилатора. Већина бифазних дефибрилатора учинак ЦД-шока повећава на 90%.

## Основни појмови из дефибрилације
| Дефибрилатор               | - Електромедицински уређај, односно опрема за дефибрилацију срца и електроконверзију других поремећаја срчаног ритма, помоћу електричног удара преко спољашњих или унутрашњих електрода.                            |
| Дефибрилатор са монитором  | - Уређај помоћу којега се ЕКГ-сигнал може регистровати и приказати уз употребу спољних електрода дефибрилатора („педала-папучица“), при чему се може предвидети и употреба одвојених мониторских електрода.         |
| Дефибрилација              | - Поступак заустављања треперења срчаног мишића проузрокованог случајном деполаризацијом срчаних комори помоћу електричног удара.                                                                                   |
| ЕКГ-сигнал                 | - Електрични сигнал који настаје у току активности срца. |
| Електроконверзија          | - Поступак којим се поремећаји срчаног ритма (апсолутна аритмија, преткоморска и коморска тахикардија) преводе у синусни ритам помоћу синхроног електричног удара.                                                  |
| Круг за контролу пражњења  | - Електрични круг за ручно управљање пражњењем дефибрилатора, укључујући механичке команде (дугмад и слично) и све делове галвански повезане са њим.                                                                |
| Круг за пражњење           | - Електрични круг у дефибрилатору који део за ускладиштење енергије повезује са електродама дефибрилатора, при чему укључује и све склопке између направе и електрода.                                              |
| Круг за пуњење             | - Електрични круг у дефибрилатору помоћу којег се пуни направа за ускладиштење енергије (најчешће кондензатор), при чему укључује све делове галвански спојене са направом за складиштење енергије за време пуњења. |
| Круг за унутрашње пражњење | - Електрични круг у дефибрилатору помоћу којега се празни направа за ускладиштење енергије без активирања и довођења енергије на електроде дефибрилатора.                                                           |
| Монитор                    | - Део дефибрилатора на којем се визуелно приказује електрична активност срца. |
| Предата енергија           | - Енергија која пролази кроз електроде дефибрилатора и дисипира се на телу пацијента или на отпорнику одређене вредности.                                                                                           |
| Синхронизатор              | - Електрични круг у дефибрилатору помоћу којега се празни направа за ускладиштење енергије без активирања и довођења енергије на електроде дефибрилатора.                                                           |
| Спољне електроде           | - Електроде дефибрилатора („педале-папучице“) које се стављају на кожу грудног коша болесника. |
| Унутрашње електроде        | - Електроде дефибрилатора које се прикључују директно на срце. |
| Ускладиштена енергија      | - Енергија ускладиштена у направи за ускладиштење енергије и у дефибрилатору. |
| Џул (Ј)                    | - Џул (енг. joule; симбол: J; такође њутн метар, ват секунд или кулон волт) је СИ јединица за енергију и рад. Користи се за означавање енергија примењене у току дефибрилације.                                     |

Током дефибрилације, цело срце се накратко деполаризује уз помоћ јаког струјног импулса специфичног облика и амплитуда. Тако се елиминишу ектопични центри (пејсмејкери) који доводе до узрока треперење срчаних преткомора и комора, а синусни чвор срца може поново да преузме функцију контроле ритма. Струјни импулс настаје пражњењем кондензатора који је претходно напуњен до одређеног напона у зависности од потребног енергије. 
Током поступка дефибрилације, енергија акумулирана на кондензатору се преноси у тело пацијента преко две електроде постављене на грудни кош пацијента. Дефибрилациони импулс се ослобађа притиском на оба дугмета на електродама.
Коло пражњења дефибрилатора састоји се од намотаја Л1 (који даје импулсу најбољи физиолошки облик), кондензатора Ц1 и тела пацијента, што се може посматрати као прави отпор и има вредност од 50Ω до 100Ω.

## Значај
Уколико се правовремено започну мере оживљавања (кардиопулмоналне реанимације – масаже срца) и употреба дефибрилатора у прва три минута од наглог срчаног застоја, стопа преживљавања може да достигне и преко 70%. Будући да аутоматски екстерни дефибрилатор даје могућност да се у случају наглог срчаног застоја делује на најбољи начин и особа одржи у животу до доласка хитне медицинске помоћи, стотине хиљада живота би се могле спасти сваке године након изненадних ванболничких срчаних застоја када би се повећале стопе реанимације уз примену дефибрилатора.

## Врсте дефибрилатора
Постоје две врсте дефибрилатора;
- АЕД или аутоматски екстерни (спољни) дефибрилатори (који сами процењује ритам и обављају дефибрилацију према потреби) и
- Конвенционални ручни екстерни (спољни) дефибрилатори (којим се користе екипе хитне медицинске помоћи, и у саставу апарата је и електрокардиограф за праћење рада срца болесника и електроде за извођење електричног шока).

- Преносни спољни дефибрилатор са монитором
- Дефибрилација и вештачко дисање (CPR-кардиопулмонална реанимација)
- Саставни део опреме екипе хитне помоћи је и дефибрилатор

## Успешност дефибрилације срца
Успешност дефибрилације срца у великој мери зависи од; времена од почетка дефибрилације, енергије за дефибрилацију и стања миокарда:
Време које је протекло од почетка фибрилације срчаних комора до дефибрилације
Талас фибрилације срчаних комора (који се манифестује на ЕКГ), обично почиње са релативно високим амплитудама и фреквенцијом, онда су таласи са све мањом и мањом амплитудом до асистолије, након отприлике 15 минута, што је највероватније узроковано „трошењем“ енергије срчане резерве. Према томе, рана дефибрилација је од виталног значаја и са њом треба започети пре доласка болесника у болницу. Успешност дефибрилације опада по стопи од 5-10% за сваки минут после почетка фибрилације срчаних комора. Стопа успешности од 85% постиже се код строго надгледаних дефибрилација које су започете у најкраћем могућем времену.
Примењене енергије за дефибрилацију
Циљ дефибрилације срца је да се започне са применом минималног износ енергије потребне да се превазиђе праг дефибрилације, јер претерана енергије може изазвати оштећења миокарда и аритмију. Такође и и ниска волтажа фибрилације може да утиче на неуспешност фибрилације. Фактори који утичу на повећавање енергије потребне за успешну дефибрилацију су;
- Време које је протекло пре него што се започне дефибрилација.
- Величине електрода (педала или папучица).
- Растојање између електрода и срчаног мишића (на пример, гојазност, механичка вентилација итд.)
- Употребе проводљивих течности и материјала (нпр. јастучића за једнократну употребу, пасте за електроде / желеа).
- Јачине контактног притиска.
- Елиминације лутајућих спроводних путева (нпр., желеа за електроде).
- Претходно примењени шокови, који смањују дефибрилациони праг.

Стања метаболизма унутар ћелија миокарда
Ацидобазна равнотежа након срчаног застоја врло брзо прелази у ацидозу, и може значајно утицати на успешност дефибрилације. Зато је неопходно кориговање ацидозе применом раствора бикарбоната. Дефибрилација изазива повећање креатин фосфокиназе у серуму која је пропорционална количини употребљене електричне енергије. Ако се користи уобичајен напон за дефибрилацију срца болесника, удео инфарктне фракција (ЦК-МБ) треба да остане у оквиру референтне вредности, осим ако њено повећање није изазвано инфарктом миокарда. Зато је потребно пратити ове вредности у току примене дефибрилације. 

## Припрема
Пре него што се започне са дефибрилацијом, са коже грудног коша болесника уклањају се лепљиве траке и масти, јер стварају ризик од пожара или експлозије. 
Примена специјалне самолепљиве електроде намењене дефибрилацији, смањују ризик варничења у односу на ручне јер су много безбедније за рад. Оне омогућавају да лице које врши дефибрилацију буде на безбедној удаљености од болесника уместо да је нагнуто преко њега, када употребљава ручне електроде. Када се користе за иницијалну процену срчаног ритма ове електрода омогућавају бржу испоруку првог електричног шока него када се користе стандардне ЕКГ електроде, јер су самољепљиве значајније брже од ручних електрода. 
У атмосфери богатој кисеоником (која је често присутна у току реанимације), варничење због лошег приањања електрода дефибрилатора може изазвати пожар. Зато је код примене класичних електрода, неопходно предузимање следећих мера у циљу смањења ризик од пожара за време покушаја дефибрилације;
- Из непосредне околине болесника удаљавају се све маске или носни катетери са кисеоником најмање један метар од болесникових прса.
- Од ендотрахеалног тубуса или друге опреме у дисајном путу болесника, одваја се амбу-балон и друга кисеоничка инсталација најмање 1 метар од болесникових прса.

Пре дефибрилације болесник мора да буде сув и не сме бити у контакту са металним предметима, а медицинско особље мора да пре почетка удара обезбеди сигурносну зону око болесника.
Електроде дефибрилатора (које се још зову и  „педале-лопатице”) пре употребе се мажу гелом („проводном пастом“) и постављају на два места на грудном кошу. Једна се електрода поставља у други међуребарни простор, десно од ивице грудне кости, а друга, у пети или чести међуребарни простор са леве стране, у подручје изнад срчаног врха, након чега се може приступити извођењу дефибрилације. 

## Извођење
Након извршених припрема на селектору апарата, се поставља жељена јачина енергије на педали „напучи” са струјом, а затим, након што засветли лампица на уређају за дефибрилацију, притиском на грудни кош унесрећеног, испоручује се ДЦ-шок. Притом је важно да нико (осим лица које врши дефибрилацију) не смеју бити у контакту са унесрећеним.
Најчешће се дефибрилација започиње применом удара јачине 200 Ј. Ако она није успешна а (ритам коморске фибрилације се није «превео» у нормалан, синусни рад), примењује се други ДЦ-шок од 200-300 Ј. Ако ни тада нема конверзије, (нормализације ритма), а фибрилација срчаних комора перзистира, примењује се трећи електрошок јачине 360 Ј. Та три удара спроводе се узастопце један за другим, без прекида реанимације и фармакотерапије, нарочито ако на ЕКГ монитору и даље постоји ритам фибрилација срчаних комора.
Након сваког ДЦ-шока дефибрилатор треба поново напунити струјом, а затим одмах применити следећи удар.
Ако је дефибрилација неуспешна због ниске волтаже фибрилације, она се може повећати давањем Адреналина у вену (и. в.) или у срчани мишић (до 1 мл/1:1.000), или Калцијум хлорида (10 ml) на исти начин. Након повећања дозе ДЦ-шок се понавља.
Између ДЦ-шокова обавезно се врши масажа срца и вентилација плућа (најбоље ендотрахеалном интубацијом преко амбу маске). Након успостављеног ритма, и у циљу његовог одржавања, лечење се наставља инфузијом Ксилокаина, и другим лековима према потреби.

## Индикације
Како дефибрилација означава конверзију смртоносне аритмије у нормалан срчани ритам, или синусни ритам срца (што је, у ствари, „пребацивање” поремећеног, неодговарајућег рада у регуларан срчани ритам). Она се примењује у лечењу коморске фибрилације (као најчешћег узрока арест времена) и коморске тахикардије без постојања пулса, јер се према досадашњим искуствима показала ефикаснијом у лечењу срчаних аритмија од свих осталих облика терапије (нпр од лекова). Према најновијим Стандардима за кардиопулмоналну реанимацију (КПР), код фибрилације срчаних комора и коморске тахикардије, правовремена примена дефибрилације је један од главних индикација или предуслов за преживљавање болесника у овим поремећајима.
Врсте аритмије условљавају, и алгоритам извођења електричне, а затим, и медикаментозне терапије, а електрокардиограм (ЕКГ) је тај који одређује редослед поступака у спровођењу реанимације и примени дефибрилације срца. Према изгледу ЕКГ криве на монитору дефибрилатора, индикације за лечење према узроку застоја срца могу се се поделити у четири групе индикација, које су приказане на доњој табели:
| Индикације                    | Карактеристике |
| ----------------------------- | --- |
| Фибрилација срчаних комора    | Карактерише је поремећај у контракцији срчаног мишића који се карактерише некоординисаним радом срца и одсуством потискивања крви у крвоток.                                                                    |
| Коморска тахикардија          | Карактерише је одсуство палпабилног (опипљивости) пулс. Она је поремећај у раду срца праћен пребрзим радом срца и недовољним пуњењем срчаних комора, што има за последицу недовољно истискивање крви у крвоток. |
| Асистолија                    | Карактерише је потпуни престанак електричних и механичких дејстава у срцу. |
| Електромеханичка дисоцијација | Карактерише је нормална електрична активност срца без палпабилног (опипљивог) пулса. |

- 1. Фибрилација срчаних комора
- 2. Коморска тахикардија
- 3. Асистолија
- 4. Електромеханичка дисоцијација (нормална електрична активност срца без палпабилног пулса)